# أليساندرو بيرينديلي
أليساندرو بيرينديلي (بالإيطالية: Alessandro Birindelli) مواليد 12 نوفمبر 1974 في بيزا، هو لاعب كرة قدم إيطالي دولي سابق كان يلعب كمدافع. اعتزل اللعب عام 2010. بدأ مسيرته الرياضية عام 1992 مع نادي إمبولي. لعب خلال مسيرته 378 مباراة سجل خلالها 3 أهداف.

## المسيرة الاحترافية

### أندية لعب لها
- نادي إمبولي
- يوفنتوس
- نادي بيزا

## روابط خارجية
- أليساندرو بيرينديلي على موقع الاتحاد الدولي (مؤرشف)  (الإنجليزية)
- أليساندرو بيرينديلي على موقع قاعدة بيانات كرة القدم.إي يو (الإنجليزية)
- أليساندرو بيرينديلي على موقع ناشيونال فوتبول تيمز (الإنجليزية)
- أليساندرو بيرينديلي على موقع Soccerway.com (الإنجليزية)
- أليساندرو بيرينديلي على موقع عالم كرة القدم.نت (الإنجليزية)